# Arquimbald de Borbó
|  | No confondre amb Arquimbald I de Borbó, primer senyor de Borbó |

Arquimbald de Borbó (1140 - 1167/69) era fill d'Arquimbald VII senyor de Borbó, i d'Agnès de Savoia.
Es va casar amb Alícia de Borgonya, filla d'Eudes II, duc de Borgonya i Maria de Blois. Van tenir una filla:
- Matilde I de Borbó, senyora de Borbó

Va morir el cap al 1169, abans que el seu pare, per la qual cosa no el va poder succeir al capdavant de la senyoria de Borbó que va anar a parar a la seva única filla.